# 尤因山脊

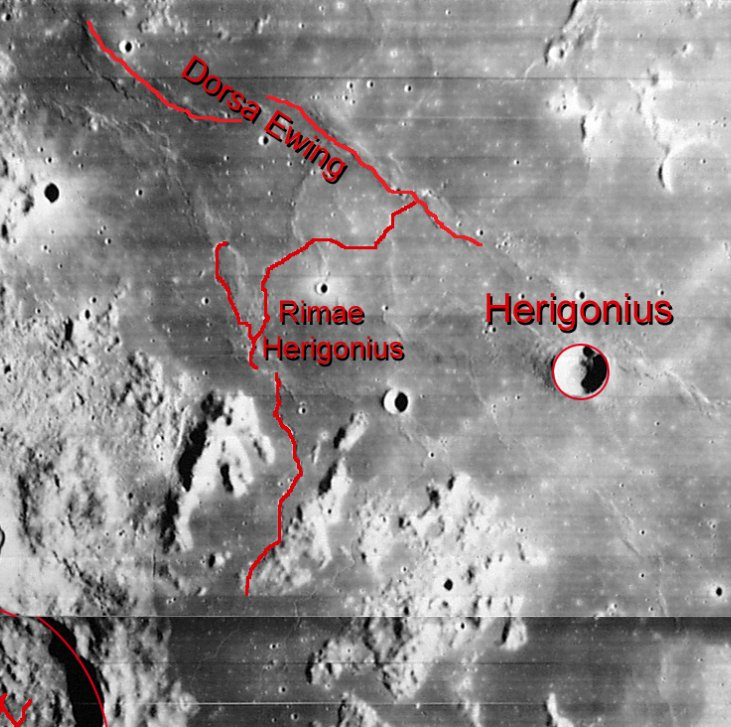
尤因山脊（Dorsa Ewing）(左上角)

尤因山脊（Dorsa Ewing）是月球风暴洋中的一组皱岭，其中心月面坐标为10°12′S 39°24′W / 10.2°S 39.4°W，全长141公里，名称取自美国地球物理学家及海洋学家威廉·莫里斯·尤因（William Maurice Ewing，1906年5月12日－1974年5月4日），1976年国际天文联合会在法国格勒诺布尔召开的大会上，该名称与其它众多月球地名一道被正式批准接受。